# Rabbit Island (halvö)
Rabbit Island är en halvö i Antigua och Barbuda.   Den ligger i parishen Barbuda, i den norra delen av landet, 60 kilometer norr om huvudstaden Saint John's.